# 爨輔朝
爨輔朝（?—?），唐朝爨氏豪酋、西爨首領爨崇道的兒子。
唐玄宗天宝年间，姚州都督李宓唆使爨崇道殺死爨歸王、爨日進，爨氏家族内乱。南詔王皮羅閣为笼络爨氏，把两个女兒嫁給了爨輔朝和爨歸王的兒子爨守隅。李宓和東爨、南詔聯合攻打爨崇道，爨輔朝被殺，爨崇道逃到黎川（今雲南省華寧縣），不久也被殺。爨輔朝之妻被皮羅閣接走，爨氏衰落，逐漸被南詔控制。